# رواية العليا (مناخة)

تعديل مصدري - تعديل

رواية العليا هي إحدى قرى عزلة المغارب العليا بمديرية مناخة التابعة لمحافظة صنعاء، بلغ تعداد سكانها 94 نسمة حسب تعداد اليمن لعام 2004.